# Okręg wyborczy nr 94 do Sejmu Polskiej Rzeczypospolitej Ludowej (1989–1991)
Okręg wyborczy nr 94 do Sejmu Polskiej Rzeczypospolitej Ludowej (1989–1991) obejmował Tarnobrzeg oraz gminy Baćkowice, Baranów Sandomierski, Bogoria, Ćmielów, Dwikozy, Gorzyce, Grębów, Iwaniska, Klimontów, Koprzywnica, Lipnik, Łoniów, Łubnice, Majdan Królewski, Nowa Dęba, Obrazów, Opatów, Osiek, Ożarów, Padew Narodowa, Połaniec, Radomyśl, Rytwiany, Sadowie, Samborzec, Sandomierz, Staszów, Tarłów, Wilczyce, Wojciechowice i Zawichost (województwo tarnobrzeskie). W ówczesnym kształcie został utworzony w 1989. Wybieranych było w nim 4 posłów w systemie większościowym.
Siedzibą okręgowej komisji wyborczej był Tarnobrzeg.

## Wybory parlamentarne 1989

### Mandat nr 367 –Polska Zjednoczona Partia Robotnicza
| Kandydat | I tura | I tura | II tura | II tura |
| Kandydat | Głosów | %      | Głosów  | %       |
| --- | ------ | ------ | ------- | ------- |
| Eugeniusz Gutman                                                                                               | 16 072 | 13,36  | 22 695  | 41,75   |
| Anna Brzozowska                                                                                                | 10 354 | 8,61   | 23 189  | 42,66   |
| Władysław Stępień                                                                                              | 9411   | 7,82   | —       | —       |
| Adam Bodura | 8166   | 6,79   | —       | —       |
| Karol Bury | 7553   | 6,28   | —       | —       |
| Jan Maćkowiak                                                                                                  | 5561   | 4,62   | —       | —       |
| Józef Sawuła                                                                                                   | 3548   | 2,95   | —       | —       |
| Maksymilian Burda                                                                                              | 1656   | 1,38   | —       | —       |
| Liczba głosów ważnych: 120 290 (I tura) • 54 363 (II tura) Źródło: Państwowa Komisja Wyborcza I tura i II tura |        |        |         |         |

### Mandat nr 368 –Zjednoczone Stronnictwo Ludowe
| Kandydat | I tura | I tura | II tura | II tura |
| Kandydat | Głosów | %      | Głosów  | %       |
| --- | ------ | ------ | ------- | ------- |
| Grażyna Sołtyk                                                                                                 | 21 035 | 17,13  | 29 992  | 55,54   |
| Felicjan Gołębiewski                                                                                           | 17 461 | 14,22  | 19 743  | 36,56   |
| Stanisław Chmielewski                                                                                          | 14 000 | 11,40  | —       | —       |
| Jacenty Czajka                                                                                                 | 7281   | 5,93   | —       | —       |
| Stanisław Piechota                                                                                             | 6769   | 5,51   | —       | —       |
| Stanisław Fulara                                                                                               | 4138   | 3,37   | —       | —       |
| Liczba głosów ważnych: 122 821 (I tura) • 54 000 (II tura) Źródło: Państwowa Komisja Wyborcza I tura i II tura |        |        |         |         |

### Mandat nr 369 – bezpartyjny
| Kandydat                                                          | Głosów | %     |
| ----------------------------------------------------------------- | ------ | ----- |
| Marian Dojka                                                      | 95 587 | 73,37 |
| Stanisław Madej                                                   | 10 946 | 8,40  |
| Maria Bęc                                                         | 10 536 | 8,09  |
| Janusz Adamski                                                    | 7130   | 5,47  |
| Liczba głosów ważnych: 130 275 Źródło: Państwowa Komisja Wyborcza |        |       |

### Mandat nr 370 – bezpartyjny
| Kandydat                                                          | Głosów  | %     |
| ----------------------------------------------------------------- | ------- | ----- |
| Jacek Bujak                                                       | 110 600 | 83,73 |
| Kazimierz Dyka                                                    | 7571    | 5,73  |
| Zbigniew Czuryło                                                  | 5460    | 4,13  |
| Bronisław Drzystek                                                | 2135    | 1,62  |
| Liczba głosów ważnych: 132 086 Źródło: Państwowa Komisja Wyborcza |         |       |